# International Federation of BodyBuilding & Fitness
La International Federation of BodyBuilding & Fitness (IFBB), in italiano Federazione internazionale di Body Building & Fitness è una organizzazione sportiva di culturismo fondata nel 1946 dai fratelli Ben e Joe Weider.

## Storia
Fino agli anni '40 la scena del culturismo è stata controllata dalla Amateur Athletic Union (AAU). I fratelli Weider decisero di formare la IFBB partendo dalla considerazione che la AAU era maggiormente interessata a promuovere gli sport olimpici di sollevamento pesi piuttosto che il culturismo. La IFBB fu fondata per dare ai "fisici atletici" (i bodybuilder) una associazione a loro dedicata. La prima competizione organizzata dalla IFBB si è tenuta nel 1949 ed era chiamata la IFBB Mr. America.
Fino al 2004 nella IFBB militavano sia gli atleti amatori che gli atleti professionisti. Nel 2005, per mano di Jim Manion, si è costituita una federazione autonoma denominata IFBB Professional League (International Federation of Bodybuilding and Fitness Professional League) con lo scopo di organizzare e gestire le gare per i professionisti, compresa la competizione più prestigiosa, il Mr. Olympia.
Dal 2005 al 2017, le due federazioni sono coesistite e la IFBB PRO risultava affiliata alla IFBB. Gli amatori militanti in IFBB avevano l'opportunità di vincere il tesserino da professionista per poi poter competere con i migliori al mondo e avere l'occasione di vincere il Mr. Olympia.
Dal 16 settembre 2017, la IFBB PRO ha rimosso l'affiliazione nei confronti della IFBB e ha deciso di non riconoscere più, come professionisti, gli atleti provenienti dalla IFBB, demandando questo compito alla sola NPC (National Physique Committee), di fatto la federazione amateriale americana che già dal 2005 era affiliata alla IFBB PRO e consentiva l'accesso dei propri atleti alla federazione professionistica. Al contempo, la IFBB non ha più avuto una federazione professionistica come sbocco diretto per i propri atleti: fu così che costitui nel 2018 la IFBB Elite Pro.

## Competizioni organizzate
La IFBB è responsabile delle competizioni di Mr. Olympia, Ms. Olympia e Ms. International. Dal 1994 al 2003 la IFBB ha organizzato anche le competizioni di Masters Olympia.

## Olimpiadi
A partire dagli anni 1980 e fino alla sua morte, avvenuta nel 2008, il presidente della IFBB, Ben Weider, presentò al CIO una serie di petizioni per includere le competizioni di culturismo all'interno dei Giochi olimpici. Le petizioni tuttavia non ebbero mai successo.

## Organizzazioni a cui appartiene
- SportAccord (GAISF)
- International World Games Association (IWGA)